# Таубе, Эдвард Дидрик
Эдвард Дидрик Таубе (швед. Edvard Didrik Taube; 13 декабря 1681, Стокгольм — 30 октября 1751, Стокгольм) — шведский адмирал, член риксрода.

## Биография
Родился 13 декабря 1681 года в Стокгольме в семье вице-адмирала Эверта Фредрика Таубе и графини Беаты Элисабеты Врангель.
В 1700 году стал младшим лейтенантом при Адмиралтействе и во время разразившейся в это время Северной войны участвовал в нескольких морских походах, в том числе в Померанию в 1711 году. В 1712 году он уже был шаутбенахтом, в 1715 — вице-адмиралом, а ещё четыре года спустя произведён в чин адмирала.
С 1710 года был женат на Кристине Марии Фалькенберг.
Таубе навлёк на себя всеобщее презрение, или скорее, зависть, поощряя связь своей 16-летней дочери Хедвиги Ульрики с королём Фредриком I.
С 1731 года он занимал пост президента Адмиралтейской коллегии, а в 1734 в обход прославленного адмирала Густава Псиландера стал членом риксрода. В том же году он получил графский титул. Принадлежал к сторонникам Арвида Горна и был англофилом, что, однако, не помешало английскому посланнику Финчу в донесении своему правительству написать, что «продав свою дочь, он теперь продаёт наиболее щедрым все посты, на назначение на которые он может повлиять благодаря слабости короля к ней».
Когда на риксдаге 1738—1739 годах к власти пришла партия «шляп», Таубе подвергся с её стороны нападкам за свою служебную деятельность, а также за связь дочери с королём. Впрочем, «шляпы», лидеры которых, желая получить поддержку последнего в борьбе с Горном, всячески ранее поощряли взаимоотношения Хедвиги с королём, очевидно, хотели тем самым лишь надавить на монарха, так как, несмотря на то, что недворянские сословия Большой секретной депутации приняли решение об отставке Таубе, об этом не было сообщено сословиям. Таким образом, он не был отправлен Секретным комитетом в отставку, как это произошло с остальными членами риксрода, являвшимися сторонниками партии «колпаков». Лишь позднее при заполнении вакантных мест в совете Таубе получил отставку «по собственному желанию» и к тому же с пенсией бо́льшего размера, нежели остальные уволенные.
После неудач в начатой «шляпами» войне с Россией сословия 4 мая 1743 года приняли решение о назначении Таубе командующим флотом, однако он не успел принять командование, так как вскоре был заключён Абоский мир.
После смерти Хедвиги Таубе сословия 14 декабря 1747 года решили призывать его в риксрод, когда в последнем обсуждались дела, касавшиеся морского флота.
Умер 30 октября 1751 года в Стокгольме.
Был женат на Кристине Фалькенберг (Kristina Maria Falkenberg), у них была дочь Катарина Шарлотта Делагарди.